# Young Initiative on Foreign Affairs and International Relations
Die Young Initiative on Foreign Affairs and International Relations (IFAIR) e.V. ist eine gemeinnützige Denkfabrik aus Deutschland, der sich für ein stärkeres Engagement junger Menschen für Themen der Internationalen Beziehungen einsetzt. Der Verein wurde 2010 auf einer Sommerakademie der Studienstiftung des deutschen Volkes gegründet und zählt weltweit ca. 200 Mitglieder (Stand: Februar 2023).

## Geschichte
Die Initiative wurde im September 2010 von Hanna Pfeifer, Alexander Pyka, Lukas Rudolph, Susanne Schwarz und David Schlutz im Rahmen einer Sommerakademie der Studienstiftung des deutschen Volkes gegründet. Ziel der Gründungsmitglieder war es, studentische Expertise zu internationaler Politik innerhalb eines webbasierten „Open Think Tanks“ zu bündeln. Über Stellungnahmen, Meldungen und Buchempfehlungen wurden Studenten und Interessierte eingeladen, Beiträge zu außenpolitischen Themen einzureichen.
Im Laufe der Jahre 2011, 2012 und 2013 erweiterte der Verein sein Aufgabenspektrum schrittweise. Dabei wurde unter anderem das Ziel der Vernetzung von studentischer Expertise und außenpolitischer Praxis aufgenommen und in Form von Podiumsdiskussionen und Workshops umgesetzt.

## Organisation
IFAIR e. V. ist seit September 2016 inhaltlich in die Bereiche Think Tank und Impact Groups unterteilt, welche die Schwerpunktaktivitäten des Vereins zusammenfassen: die Mitgestaltung öffentlicher Debatten im Rahmen des Think Tank und die Vernetzung von studentischer Expertise und außenpolitischer Praxis sowie die Funktion IFAIRs als Gründerzentrum für die studentische Durchführung konkreter Projekte in den Internationalen Beziehungen als Teil der Impact Groups. Als Motto hat sich IFAIR „Think“, „Learn“, „Act“ verschrieben.
Um eine geographische Zuordnung der Beiträge und Aktivitäten zu erreichen, gliedert sich der Verein zusätzlich in acht Regionalbereiche (EU & Europa, Osteuropa & Eurasien, Nahost & Nordafrika, Süd- & Ostasien, Nordamerika, Lateinamerika & Karibik, Subsahara-Afrika sowie Global Affairs) die jeweils von bis zu zwei Regionalleitern koordiniert werden. Die Impact Groups werden ebenfalls von bis zu zwei Leitern geführt.
Operativ ist der Verein in einen Vorstand sowie die Bereiche Öffentlichkeitsarbeit, Web Development und Resource Development untergliedert. Der Initiative steht außerdem ein Advisory Board zur Seite, dem Persönlichkeiten der internationalen Politik wie der Vorsitzende der Münchner Sicherheitskonferenz Wolfgang Ischinger und die Generalsekretärin des Europäischen Auswärtigen Dienstes Helga Schmid angehören.

## Aktivitäten
Seit seiner Gründung im Dezember 2010 hat IFAIR zahlreiche Diskussionen und Initiativen angestoßen, die teilweise große Aufmerksamkeit in der Öffentlichkeit erreichten.
Innerhalb des Open Think Tank des Vereins verfassen junge Menschen aus mehreren Ländern und mit unterschiedlichen fachlichen Hintergründen Analysen und Meinungsbeiträge zu aktuellen Themen der internationalen Beziehungen. Darüber hinaus erhält IFAIR regelmäßige Gastbeiträge von Persönlichkeiten der internationalen Politik. In der Vergangenheit veröffentlichten unter anderem der ehemalige EU-Kommissionspräsident José Manuel Barroso und der SPD-Kanzlerkandidat 2017 Martin Schulz. IFAIR unterhält eine ständige Medienpartnerschaft mit monatlichen Artikeln im Diplomatischen Magazin.
Ein Tätigkeitsfeld des Vereins betrifft die Ausrichtung von Podiumsdiskussionen zu unterschiedlichen Themen der internationalen Politik. So wurde beispielsweise im Mai 2012 eine Podiumsdiskussion zum Thema „Shifting Powers – Shifting Values: Deutsche Entwicklungspolitik im Afrika den BRIC-Staaten“ in Zusammenarbeit mit der gemeinnützigen Hertie-Stiftung und dem Bundesministerium für wirtschaftliche Zusammenarbeit und Entwicklung ausgerichtet. Für den Außenpolitischen Gesprächskreis lädt IFAIR in unregelmäßigen Abständen Politiker zu Hintergrundgesprächen mit Mitgliedern und jungen Gästen ein.
Im Rahmen von „Impact Groups“ bietet IFAIR Gruppen von jungen Menschen die Möglichkeit, die Strukturen und Dynamiken des Vereins für die Umsetzung konkreter Projekte in den Internationalen Beziehungen zu nutzen:
- Unter Schirmherrschaft des Auswärtigen Amts und mit Unterstützung der EU-LAK Stiftung führte die Impact Group „LACalytics“[11] junge Leute aus der EU und Lateinamerika zusammen, um über aktuelle Themen der interregionalen Beziehungen zu diskutieren. In dem transnationalen Projekt veröffentlichen Studenten und junge Experten aus beiden Regionen in bi-regionalen Tandems gemeinsam Debattenbeiträge sowie eine finale Publikation.
- Die Impact Group „EU-ASEAN Perspectives“ (EUAP) bringt junge Leute aus der EU und ASEAN zusammen, um über aktuelle Themen der EU-ASEAN-Beziehungen zu diskutieren. Durch Onlineseminare & bisher zwei Konferenzen in Brüssel bietet EUAP eine Plattform für junge Experten aus beiden Regionen, um in einem innovativen Dialog Lösungsvorschläge für gemeinsame Herausforderungen zu entwickeln.[12][13]
- Die Impact Group „Memory as a Tool of Change“[14] brachte Studierende aus Russland und Deutschland zusammen, um sich mit Erinnerungskultur, Verantwortung und Zukunft in beiden Ländern zu beschäftigen. Im gegenseitigen Austausch diskutierten die Studenten unter anderem über die politische Aufarbeitung von Nationalsozialismus und Stalinismus.
- Im Rahmen des „Forum junger Russlandexperten“ konnten sich junge Experten aus Wissenschaft und Praxis interdisziplinär zu für Russland relevanten Fragen austauschen und vernetzen.[15]